# プンナ教誡経
プンナ教誡経（プンナきょうかいきょう、巴: Puṇṇovāda-sutta, プンノーヴァーダ・スッタ）とは、パーリ仏典経蔵中部に収録されている第145経。『教富楼那経』（きょうふるなきょう）とも。類似の伝統漢訳経典としては、『満願子経』（大正蔵108）等がある。
釈迦が、比丘プンナ（富楼那）に仏法を説く。六処より入る刺激に基づいて生起する「喜悦」によって、苦が発生することを明らかにする。

## 登場人物
- 釈迦
- プンナ（富楼那）

## 内容
ある時、釈迦はサーヴァッティー（舎衛城）のアナータピンディカ園（祇園精舎）に滞在していた。
そこに比丘プンナ（富楼那）が訪れ、人里離れて精進していく術を問う。釈迦は六処の制御を説く。

Bhagavā etadavoca: 

Santi kho puṇṇa, cakkhuviññeyyā rūpā iṭṭhā kantā manāpā piyarūpā kāmūpasaṃhitā rajanīyā. Tañce bhikkhu abhinandati, abhivadati, ajjhosāya tiṭṭhati. Tassa taṃ abhinandato abhivadato ajjhosāya tiṭṭhato uppajjati nandi, nandi samudayā dukkhasamudayo puṇṇāti vadāmi.

Santi kho puṇṇa, sotaviññeyyā saddā iṭṭhā kantā manāpā piyarūpā kāmūpasaṃhitā rajanīyā. Tañce bhikkhu abhinandati, abhivadati, ajjhosāya tiṭṭhati. Tassa taṃ abhinandato abhivadato ajjhosāya tiṭṭhato uppajjati nandi, nandi samudayā dukkhasamudayo puṇṇāti vadāmi. 

Santi kho puṇṇa, ghānaviññeyyā gandhā iṭṭhā kantā manāpā piyarūpāKāmūpasaṃhitā rajanīyā. Tañce bhikkhu abhinandati, abhivadati, ajjhosāya tiṭṭhati. Tassa taṃ abhinandato abhivadato ajjhosāya tiṭṭhato uppajjati nandi, nandi samudayā dukkhasamudayo puṇṇāti vadāmi. 

Santi kho puṇṇa, jivhāviññeyyā rasā iṭṭhā kantā manāpā piyarūpā kāmūpasaṃhitā rajanīyā. Tañce bhikkhu abhinandati, abhivadati, ajjhosāya tiṭṭhati. Tassa taṃ abhinandato abhivadato ajjhosāya tiṭṭhato uppajjati nandi, nandi samudayā dukkhasamudayo puṇṇāti vadāmi. 

Santi kho puṇṇa, kāyaviññeyyā phoṭṭhabbā iṭṭhā kantā manāpā piyarūpā kāmūpasaṃhitā rajanīyā. Tañce bhikkhu abhinandati, abhivadati, ajjhosāya tiṭṭhati. Tassa taṃ abhinandato abhivadato ajjhosāya tiṭṭhato uppajjati nandi, nandi samudayā dukkhasamudayo puṇṇāti vadāmi.
 
Santi kho puṇṇa, manoviññeyyā dhammā iṭṭhā kantā manāpā piyarūpā kāmūpasaṃhitā rajanīyā. Tañce bhikkhu abhinandati, abhivadati, ajjhosāya tiṭṭhati. Tassa taṃ abhinandato abhivadato ajjhosāya tiṭṭhato uppajjati nandi, nandi samudayā dukkhasamudayo puṇṇāti vadāmi.

世尊は言った。

プンナよ、眼によって識られる、望ましく、好ましく、喜ぶべく、愛すべき形相で、欲をかきたて、心をひきつける諸々の色（ルーパ）がある。

もし比丘が、それを歓喜し執着してとどまるならば、それを歓喜し執着する彼に、喜悦が起こる。

プンナよ、「喜悦の生起より苦の生起がある」と私は説く。

プンナよ、耳によって識られる、...(中略)...諸々の声がある。

もし比丘が、それを歓喜し...(中略)...喜悦が起こる。プンナよ、「喜悦の生起より苦の生起がある」と私は説く。

プンナよ、鼻によって識られる、...(中略)...諸々の香がある。

もし比丘が、それを歓喜し...(中略)...喜悦が起こる。プンナよ、「喜悦の生起より苦の生起がある」と私は説く。

プンナよ、舌によって識られる、...(中略)...諸々の味がある。

もし比丘が、それを歓喜し...(中略)...喜悦が起こる。プンナよ、「喜悦の生起より苦の生起がある」と私は説く。

プンナよ、身によって識られる、...(中略)...諸々の触がある。

もし比丘が、それを歓喜し...(中略)...喜悦が起こる。プンナよ、「喜悦の生起より苦の生起がある」と私は説く。

プンナよ、意によって識られる、...(中略)...諸々の法がある。

もし比丘が、それを歓喜し...(中略)...喜悦が起こる。プンナよ、「喜悦の生起より苦の生起がある」と私は説く。

Santi kho puṇṇa, cakkhuviññeyyā rūpā iṭṭhā kantā manāpā piyarūpā kāmūpasaṃhitā rajanīyā. Tañce bhikkhu nābhinandati. Nābhivadati, nājjhosāya tiṭṭhati. Tassa taṃ
Anabhinandato anabhivadato anajjhosāya tiṭṭhato nandinirujjhati. Nandi nirodhā dukkhanirodho puṇṇāti vadāmi.

....
また、プンナよ、眼によって識られる、望ましく、好ましく、喜ぶべく、愛すべき形相で、欲をかきたて、心をひきつける諸々の色がある。

もし比丘が、それを歓喜せず、執着せずにとどまるならば、それを歓喜せず執着しない彼に、喜悦が滅する。

プンナよ、「喜悦の滅尽により苦の滅尽がある」と私は説く。

プンナよ、耳によって識られる、...(中略)...諸々の声がある。

もし比丘が、それを歓喜せず...(略)...
—パーリ仏典, プンナ教誡経, Sri Lanka Tripitaka Project

続いて、釈迦がプンナにこれからどの地方に赴くのか聞くと、プンナは粗暴者が多いスナーパランタであると答える。
釈迦がプンナに、もしその地方の者たちがプンナを
- 罵ったら
- 殴ったら
- 土塊で殴ったら
- 剣で殴ったら
- 剣で殺したら

どうするか問い、プンナがその全てに動じない前向きな回答をすると、釈迦はその克己ぶりを讃えて送り出す。
プンナはその土地で活躍し、多くの者を仏道へと導き、また三明を得て阿羅漢となり、後に入滅（般涅槃）する。
その土地の比丘たちが釈迦を訪れ、プンナの転生先を問う。
釈迦はプンナは解脱し涅槃へ至ったことを告げると、比丘たちは歓喜する。

## 日本語訳
- 『南伝大蔵経・経蔵・中部経典4』（第11巻下） 大蔵出版
- 『パーリ仏典 中部（マッジマニカーヤ）後分五十経篇II』 片山一良訳 大蔵出版
- 『原始仏典 中部経典4』（第7巻） 中村元監修 春秋社